# 辛庄水库
辛庄水库是中国河南省南阳市南召县境内的一座水库，位于鸭河上，建于1972年。水库正常库容为476万立方米，集雨面积为41平方千米，海拔为231米。